# Latowicz (gemeente)
De gemeente Latowicz is een landgemeente in het Poolse woiwodschap Mazovië, in powiat Miński.
De zetel van de gemeente is in Latowicz.
Op 30 juni 2004 telde de gemeente 5611 inwoners.

## Oppervlakte gegevens
In 2002 bedroeg de totale oppervlakte van gemeente Latowicz 114,15 km², waarvan:
- agrarisch gebied: 84%
- bossen: 9%

De gemeente beslaat 9,8% van de totale oppervlakte van de powiat.

## Demografie
Stand op 30 juni 2004:
| Omschrijving                   | Totaal | Totaal | Vrouwen | Vrouwen | Mannen | Mannen |
| ------------------------------ | ------ | ------ | ------- | ------- | ------ | ------ |
| eenheid                        | aantal | %      | aantal  | %       | aantal | %      |
| inwoners                       | 5611   | 100    | 2802    | 49,9    | 2809   | 50,1   |
| bevolkingsdichtheid (inw./km²) | 49,2   | 49,2   | 24,5    | 24,5    | 24,6   | 24,6   |

In 2002 bedroeg het gemiddelde inkomen per inwoner 1128,16 zł.

## Administratieve plaatsen (sołectwo)
Borówek, Budy Wielgoleskie, Budziska, Chyżyny, Dąbrówka, Dębe Małe, Generałowo, Gołełąki, Kamionka, Latowicz (3 sołectwo: rejon I, rejon II en rejon III), Oleksianka, Redzyńskie, Stawek, Strachomin, Transbór, Waliska, Wężyczyn, Wielgolas.

## Aangrenzende gemeenten
Borowie, Cegłów, Mrozy, Parysów, Siennica, Wodynie